# ایکه ایمل
ایکه ایمل (به آلمانی: Eike Immel) بازیکن فوتبال و دروازه‌بان اهل آلمان است که از سال ۱۹۸۰ میلادی عضو تیم ملی فوتبال آلمان بوده‌است. وی در ۱۹ بازی ملی حضور داشته است و آخرین بازی ملی خود را در سال ۱۹۸۸ میلادی انجام داد. ایکه ایمل در بازی‌های ملی‌اش گلی به ثمر نرساند.
از تیم‌هایی که در آن بازی کرده‌است می‌توان به باشگاه فوتبال اشتوتگارت اشاره کرد.